# Felix von Dobschütz

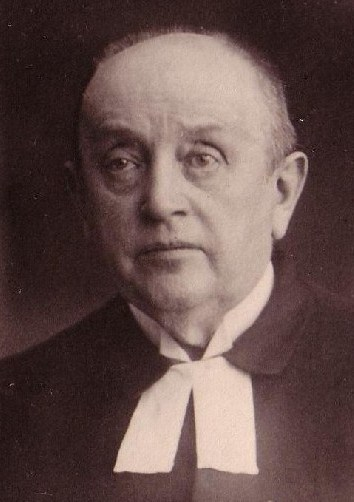
Felix von Dobschütz

Felix Hans Otto Max von Dobschütz (* 9. September 1867 in Langhermsdorf, Landkreis Freystadt, Provinz Schlesien; † 5. Januar 1936 in Herischdorf, Provinz Niederschlesien) war Erster Pastor (Pastor primus) an der evangelischen Stadtpfarrkirche zu Oppeln (heute: kath. Franziskanerkirche (Opole)) und Superintendent des Landkreises Oppeln sowie Ehrenritter des Johanniterordens.

## Familie
Dobschütz entstammte dem schlesischen Adelsgeschlecht Dobschütz. Seine Eltern waren der kaiserliche Oberpostassistent Maximilian von Dobschütz (1839–1907) und Emilie, geborene Schilasky (1842–1913).
Dobschütz heiratete am 30. Juni 1896 in Kuttenberg, Kr. Löwenberg (Böhmen) Julie von Görtz und Astein (* 30. Juni 1874 in Chrudim, Böhmen; † 29. Juni 1945 in Vohburg an der Donau, Kr. Pfaffenhofen an der Ilm, Bayern), die Tochter des k.u.k. österreichisch-ungarischen Kämmerers und Generalmajors Gustav von Görtz und Astein (1842–1903; auch „Görtz von Asten“ oder „Görtz von Astein“ genannt) und dessen 1. Ehefrau Martha von Prittwitz und Gaffron (1847–1875).
Seine Enkel sind Leonhard von Dobschütz (* 1940), oft wie sein Großvater Felix genannt, und der Schauspieler Ulrich von Dobschütz (* 1940).

## Leben
Nach seinem Abitur am Gymnasium in Lauban (Niederschlesien) studierte Dobschütz Theologie an den Universitäten Breslau und Berlin. Anschließend erhielt er seine erste Pfarrstelle in Karoschke, heute ein Ortsteil von Oborniki Śląskie (deutsch: Obernigk) im Landkreis Trebnitz (Niederschlesien); ab 1901 war er Zweiter Pastor in Oppeln. Im Jahr 1914 wurde er Erster Pastor (Pastor primus) und Superintendent des Kirchenkreises Oppeln.
Die ständig wachsende evangelische Gemeinde in Oppeln bot Dobschütz ein weites Arbeitsfeld. Neben der evangelischen Stadtpfarrkirche zu Oppeln – heute katholische Franziskaner-Kirche – waren fünf auswärtige Kirchen bzw. Predigtstätten zu versorgen. Darüber hinaus betreute der Mann mit der angeborenen Rednergabe eine große Anzahl von Vereinen. Er war Vorsitzender des Evangelische Männerwerks Oppeln, des Jungfrauenvereins sowie Schriftführer der Gustav-Adolf-Stiftung.
Während Dobschütz’ Amtszeit wurde auch die evangelische Kirche in Gräfenort erbaut. Unter seiner Leitung und Beratung des Landeskonservators Dr. Burgemester wurde in den 1920er Jahren die Oppelner Stadtpfarrkirche erweitert und umgebaut.
Zur gleichen Zeit war Dobschütz viele Jahre Militärseelsorger der Oppelner Garnison und gab in den ersten 20 Jahren seiner Oppelner Tätigkeit den evangelischen Religionsunterricht im katholischen Gymnasium Oppelns.
Im Jahr 1933 trat Dobschütz in den Ruhestand, siedelte nach Herischdorf im Riesengebirge über, wo er am 6. Januar 1936 im Alter von 68 Jahren starb. Während in Oppeln 1 Stunde lang die Glocken der evangelischen Stadtpfarrkirche ihm zum Gedenken läuteten, fand Dobschütz auf dem Liegnitzer Zentralfriedhof an der Seite der Eltern seine letzte Ruhestätte.

## Ausstellung in Breslau 2006

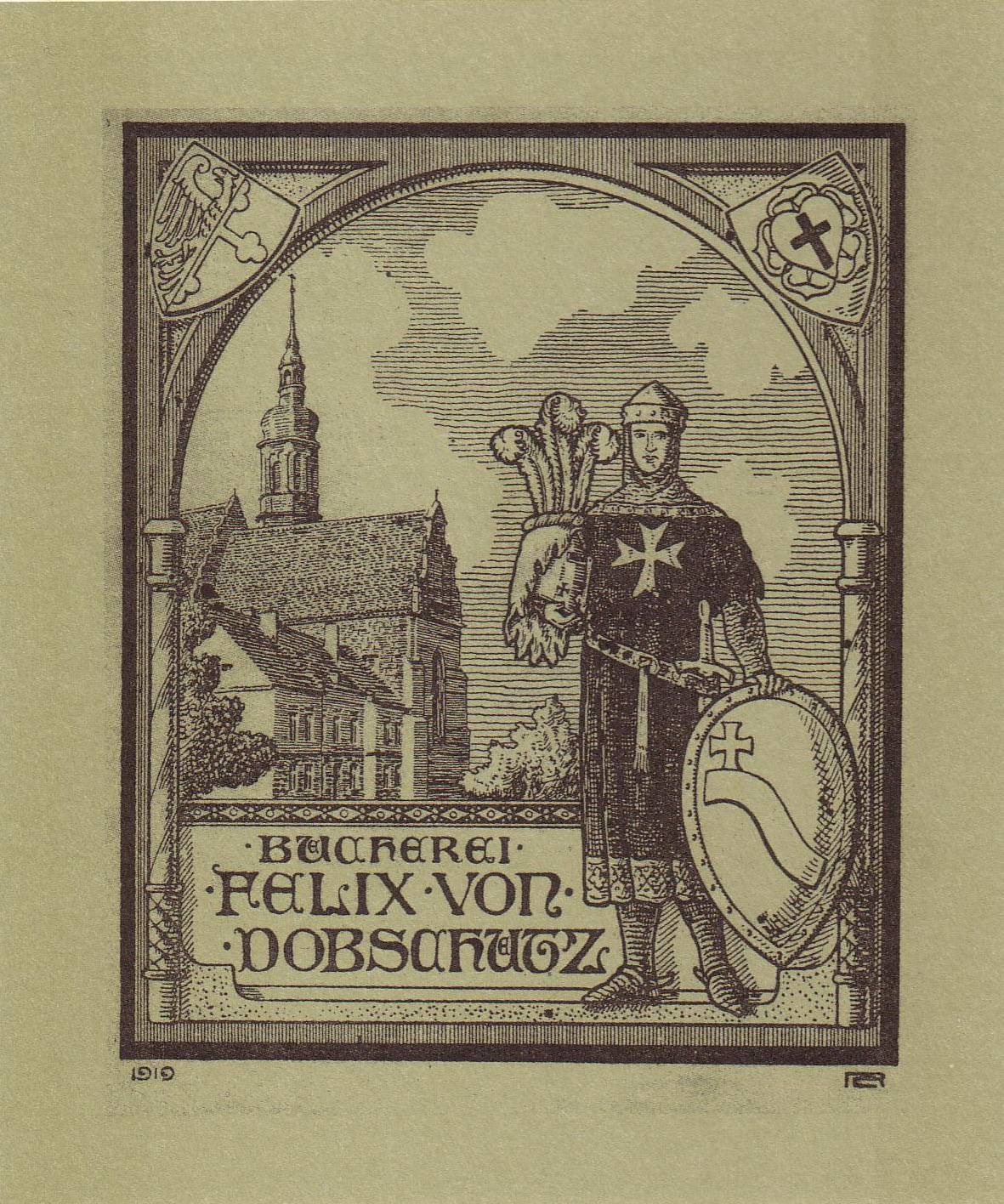
Exlibris des Felix von Dobschütz

Vom 3. bis 25. Februar 2006 fand im restaurierten Rathaus von Breslau die Ausstellung Signum Libri Decorum - Schlesien und Schlesier auf alten Exlibris statt. Auch das Exlibris des Oppelner Superintendenten Felix von Dobschütz aus dem Jahr 1919 war unter den Ausstellungsstücken (siehe Foto). Es zeigt den Johanniter-Ritter mit dem Dobschütz-Wappenschild und 3 Straußenfedern auf seinem Helm neben der Oppelner Stadtpfarrkirche, der langjährigen Wirkungsstätte des Superintendenten.

## Auszeichnungen
- Ehrenvorsitzender des Evangelischen Männerwerks Oppeln
- Eisernes Kreuz 2. Klasse am weißen Band

## Werke
- Evangelische Predigten aus der Stadtpfarrkirche in Oppeln; Verlag Hermann Muschner, Oppeln 1907.
- Ein halbes Jahrhundert evangelischer Liebesarbeit; 1857-1907; Geschichte des Oppelner Jungfrauenvereins der Gustav-Adolf-Stiftung; Verlag Hermann Muschner, Oppeln 1907.
- Eine Schülerfahrt des Deutschen Flottenvereins aus der Provinz Schlesien nach Hamburg und Kiel, Breslau, 1907
- Predigt zum Reformationsfest 1908, Verlag Hermann Muschner, Oppeln 1908.
- Predigt zum Reformationsfest 1909, Verlag Hermann Muschner, Oppeln 1909.
- Memorierstoff für den evangelischen Unterricht in der Volksschule der Provinz Schlesien, nebst einem Anhang, enthaltene Gebete und sonntägliche Liturgie, Verlag Hermann Muschner, Oppeln 1909.
- Jubelbüchlein; Predigten und Reden, die bei der Jahrhundertfeier der evangelischen Pfarrkirche (Oppeln) 1911 gehalten wurden, Hermann Muschner Verlag, Oppeln 1911.
- Geschichte der Evangelischen Kirchgemeinde Oppeln, Festschrift zur Hundertjahrfeier der Kirche unter Mitwirkung von Alfred Steinert und Rektor Martin Kunze, Verlag Hermann Muschner, Oppeln 1911. - Daraus neu veröffentlicht: Die evangelische Kirchengemeinde Oppeln, Oppelner Heimatblatt, Heft 5–7/1986, Wuppertal-Elberfeld 1986.
- Festpredigt zur Hundertjahrfeier am 10. März 1913, Verlag Hermann Muschner, Oppeln 1913.
- Gestern u. Heute; 1863-1913. Festschrift zur Feier des 50-jährigen Bestehens des Evangelischen Jünglings- und Männervereins Oppeln, Verlag Hermann Muschner, Oppeln 1913.
- Karfreitagspredigt am 2. April 1915 über Jesaias 53; Verlag Hermann Muschner, Oppeln 1915.
- Kriegskonfirmationspredigt, gehalten am 19. März 1916 in der evangelischen Stadtpfarrkirche zu Oppeln; Verlag Hermann Muschner, Oppeln 1916.
- "Lasset uns genügen"; Kriegspredigt über 1. Tim. 6,6-12; Verlag Hermann Muschner, Oppeln 1917.
- Drei Reformations-Jubiläums-Festpredigten aus der Stadtpfarrkirche zu Oppeln von Pastor prim. Felix v. Dobschütz (Hg.), Pastor Georg Leßmann und Pastor Martin Hildt, Verlag Hermann Muschner, Oppeln 1917.